# IC 227
IC 227 је елиптична галаксија у сазвјежђу Троугао која се налази на листи објеката дубоког неба у Индекс каталогу.
Деклинација објекта је + 28° 10' 32" а ректасцензија 2h 28m 3,4s. Привидна величина (магнитуда) објекта IC 227 износи 14,5 а фотографска магнитуда 15,5. IC 227 је још познат и под ознакама UGC 1932, MCG 5-6-48, CGCG 504-87, PGC 9383.